# 5774 Ретліф
5774 Ретліф (5774 Ratliff) — астероїд головного поясу, відкритий 2 липня 1989 року.
Тіссеранів параметр щодо Юпітера — 3,638.